# Match de football SO de l'Emyrne – AS Adema
Le match de football entre le SO de l'Emyrne et l'AS Adema, deux clubs rivaux d'Antananarivo, le 31 octobre 2002 lors du Championnat de Madagascar de football détient le record mondial du score le plus élevé pour un match de football, 149 buts à 0, le SO de l'Emyrne perdant volontairement le match en signe de protestation contre la corruption de l'arbitrage des matchs précédents.   
Il supplante l'ancien record de la victoire 36 - 0 (en), au Gayfield Park,  du club d'Arbroath contre Bon Accord (en), le 12 septembre 1885 en Coupe d'Écosse.

## Historique
L'AS Adema est sacré champion au détriment du SO de l'Emyrne tenant du titre, après un match nul du SO de l'Emyrne (2–2) contre le DSA Antananarivo lors de l'avant-dernière journée du championnat, un penalty litigieux ayant été accordé en toute fin de match au DSA Antananarivo.
Lors de la dernière journée du championnat, le SO de l'Emyrne reçoit le 31 octobre 2002 l'AS Adema, à Toamasina dans un match sans enjeu. Dès le coup d'envoi, les joueurs du SO de l'Emyrne envoient le ballon dans leurs propres cages, sans que le gardien ne l'empêche. 149 buts seront marqués durant tout le match, tous contre leur camp (la majorité par le gardien). Les joueurs voulaient ainsi protester contre l'arbitrage, qu'ils estimaient corrompu, du match précédent. Les spectateurs ont demandé le remboursement de leur billet et l'un des membres de la Fédération malgache de football déclarera par la suite que ce match « était comique et scandaleux, ».
Après le match, la fédération malgache a suspendu l'entraîneur du SOE, Ratsimandresy Ratsarazaka, pour trois ans, et quatre des joueurs de l'équipe jusqu'à la fin de la saison (Mamisoa Razafindrakoto, capitaine de l'équipe nationale, Manitranirina Andrianiaina, capitaine du SO l’Emyrne, Nicolas Rakotoarimanana et le gardien Dominique Rakotonandrasana). Tous les joueurs ayant participé au match ont reçu également une menace de sanction. L'arbitre lui n'a pas été sanctionné,.